# Fontilles
Fontilles is een voormalige leprozerie in La Vall de Laguar in de Spaanse provincie Alicante. Het centrum draagt tegenwoordig de naam Sanatorio San Francisco de Borja en is een revalidatiecentrum en geriatrisch verpleeghuis met in totaal 96 bedden. Fontilles is nog steeds de naam van een non-profitorganisatie die tot doel heeft om lepra en andere aan armoede gerelateerde ziekten en de gevolgen daarvan te elimineren, alsmede ondersteuning te verlenen aan de duurzame ontwikkeling van de getroffen bevolking.

## Geschiedenis
Het initiatief tot de stichting van Fontilles werd in 1902 genomen door de advocaat Joaquín Ballester Lloret (1865-1951) en de jezuïet Carlos Ferris Vila (1856-1924). Ze zochten en vonden een afgelegen locatie voor de bouw van een leprozerie. Na het uitkopen van de 76 kleine landeigenaren werden de eerste gebouwen gerealiseerd. In 1909 arriveerden de eerste acht patiënten die verzorgd werden door een jezuïtische priester en vier zusters franciscanessen. 
In 1924 waren er al 150 patiënten. Van 1923 tot 1930 werd gewerkt aan de nog steeds aanwezige muur van 3513 meter lang en drie meter hoog rondom de leprozerie. Het complex groeide geleidelijk uit tot een zelfvoorzienend klein dorp met behalve de verpleegafdelingen een kerk, theater, bakkerij, timmerwerkplaats, drukkerij, schoenenwinkel, kapsalon, enzovoort. Wegens de burgeroorlog werd het complex van 1932 tot 1941 in beslag genomen door de staat.
In 1944 startte Fontilles met de publicatie van Revista de Leprología met als doel de verspreiding van de resultaten van eigen en elders gedaan onderzoek. In 1945 werd voor het eerst het geneesmiddel sulfonamide toegepast in de strijd tegen lepra. In 1947 organiseerde men de eerste internationale cursus over de bestrijding van lepra. En in 1955 begon men met het gebruik van corticosteroïden bij de behandeling. In 1966 begon men als tweede centrum in de wereld met het gebruik van thalidomide. Andere medicijnen volgden. Sinds 1982 kunnen patiënten worden genezen in een periode tussen de 6 en 24 maanden door een mix van verschillende medicijnen toe te passen. 
Fontilles richt zich tegenwoordig ook op projecten in onder meer India, Equatoriaal-Guinea en Nicaragua. 